# Ferdinand Alquié
Ferdinand Alquié (18. Dezember 1906 in Carcassonne, Département Aude – 28. Februar 1985 in Montpellier, Département Hérault) war ein französischer Philosoph. Zu seinen Schülern zählen Gilles Deleuze und Jean-Luc Marion.

## Veröffentlichungen
- Leçon de philosophie, 2 vol., Didier, 1931–1951.
- Notes sur la première partie des Principia philosophiae von Descartes, Éditions Chantiers, 1933.
- Le problème moral, Éditions Chantiers, 1933.
- Les états représentatifs, Éditions Chantiers, 1934.
- Les mouvements et les actes, Éditions Chantiers, 1934.
- Plans de philosophie générale, Éditions Chantiers, 1934; réédition La Table Ronde, «La Petite Vermillon», 2000.
- La science, Éditions Chantiers, 1934.
- Les devoirs et la vie morale (plans de morale spéciale), Éditions Chantiers, 1935.
- Notions de psychologie générale, Éditions Chantiers, 1935.
- Les tendances et la raison, Éditions Chantiers, 1935.
- Les sciences mathématiques, les sciences de la matière et de la vie, Éditions Chantiers, 1936.
- Les synthèses représentatives, Éditions Chantiers, 1936.
- Les états affectifs, Éditions Chantiers, 1937.
- Les opérations intellectuelles, Éditions Chantiers, 1937.
- Le désir d’éternité, Presses Universitaires de France (PUF), 1943.
- Introduction à la lecture de la Critique de la raison pure, PUF, 1943.
- La découverte métaphysique de l’homme chez Descartes, PUF, coll. Bibliothèque de philosophie contemporaine, 1950.
- La nostalgie de l’être, PUF, coll. Bibliothèque de philosophie contemporaine, 1950.
- Science et métaphysique chez Descartes, Les Cours de Sorbonne, CDU, 1955. (deutsch: Wissenschaft und Metaphysik bei Descartes – Vorlesung an der Sorbonne im Jahre 1955, Verlag Königshausen & Neumann, 2001)
- Philosophie du Surrealismus, Flammarion, Bibliothèque de philosophie scientifique, 1955.
- Descartes, l’homme et l’œuvre, Connaissance des Lettres, Hatier, 1956.
- L’Expérience, PUF, 1957[2].
- Édition de textes choisis de l’Éthique von Spinoza, PUF, 1961.
- Édition des Œuvres philosophiques de Descartes, 3 vol., Garnier, 1963–1973.
- Nature et vérité dans la philosophie de Spinoza, Les Cours de Sorbonne, CDU, 1965.
- Solitude de la raison, illustriert mit einer Zeichnung von Hans Bellmer, Le Terrain vague, 1966.
- La critique kantienne de la métaphysique, PUF, 1968.
- Entretiens sur le surréalisme, W. de Gruyter, 1968.
- Signification de la philosophie, Hachette, 1971.
- Le cartésianisme de Malebranche, Librairie philosophique J. Vrin, 1974.
- Malebranche et le rationalisme chrétien, Seghers, 1977.
- La conscience affective, Librairie philosophique J. Vrin, 1979. (deutsch: Das affektive Bewusstsein, Verlag Turia + Kant 2004)
- Le rationalisme de Spinoza, PUF, 1981.
- Servitude et liberté chez Spinoza, Les Cours de Sorbonne, CDU.
- La morale de Kant, Les Cours de Sorbonne, 1957.
- Édition des Œuvres philosophiques de Kant, 3 vol., Gallimard, Bibliothèque de la Pléiade, 1980, 1984, 1986.
- Études cartésiennes, Librairie philosophique J. Vrin, 1983.
- Leçons sur Spinoza, Table Ronde, 2003.
- Qu’est-ce que comprendre un philosophe, Table Ronde, 2005.